# Al-Watan (Arabie saoudite)
Pour les articles homonymes, voir Al-Watan (homonymie).
Al-Watan (ar : الوطن, La patrie) est un quotidien national réformiste et libéral d'Arabie saoudite fondé en 2000 par le prince Khaled ben Fayçal Al Saoud (en). Son ambition est d'être la tribune des réformateurs progressistes et pro-occidentaux, ses éditoriaux frôlent parfois les lignes rouges.

## Histoire
Le journal est édité par la société Assir Establishment for Press and Publishing à Abha, dans la province d'Assir, dans le sud du pays près de la frontière avec le Yémen. Le quotidien dispose de locaux à Londres, à New York, à Amman et au Caire. Le président en était le prince Bandar ben Khaled Al-Fayçal. Depuis 2019, il s'agit de Mohammed Bin Abdul Rahim Kabli.
Le journaliste Jamal Khashoggi, qui en était le rédacteur en chef, a été licencié après avoir soutenu des idées progressistes lors du « printemps de Riyad » en 2003. Réintégré en 2007, il a à nouveau été démis de ses fonctions en 2010[réf. souhaitée].

## Chroniqueurs éminents
Le rédacteur en chef d'Al Watan, Jamal Khashoggi, était un journaliste très influent qui a travaillé pour le journal jusqu'en mai 2010. De plus, il accueille des chroniqueurs relativement libéraux comme Turki Al Dakhil, Amira Kashari et Mahmoud Sabaagh. L'actuel[Quand ?] rédacteur en chef du journal est Talal Al Sheik, qui est également membre du conseil d'administration de l'Association des journalistes saoudiens (SJA). 
Mahmoud Trawri, ancien rédacteur littéraire d'Al Watan, a remporté le prix Sharjah de la créativité arabe pour son premier roman Maimouna en 2001. Le roman parle du rôle du marchand local dans la traite négrière et du racisme vécu par le peuple nord-africain en Arabie saoudite. Cependant, son livre fut interdit dans le royaume. La militante saoudienne Manal Al Sharif a également écrit pour le quotidien. Une autre journaliste saoudienne, Samar Al Mogran, fait partie des anciennes collaboratrices d'Al Watan.